# Striataella
Striataella es un género de foraminífero planctónico de la subfamilia Heterohelicinae, de la familia Heterohelicidae, de la superfamilia Heterohelicoidea, del suborden Globigerinina y del orden Globigerinida. Su especie-tipo es Striataella striata. Su rango cronoestratigráfico abarca desde el Santoniense hasta el Maastrichtiense (Cretácico superior).

## Descripción
Striataella incluía especies con conchas biseriadas, inicialmente planiespiraladas al menos en las formas microesféricas, y podían llegar a tener un estadio multiseriado incipiente en el estadio final; sus cámaras eran globulares a subglobulares; sus suturas intercamerales eran incididas; su contorno ecuatorial era subtriangular y lobulada; su periferia era redondeada; su abertura principal era interiomarginal, lateral, con forma de arco simétrico, y bordeada por un labio con amplias solapas laterales; podían presentar una abertura accesoria sutural mediana en la última cámara; presentaban pared calcítica hialina, finamente perforada, y superficie costulada, con costillas longitudinales continuas o intermitentes.

## Discusión
El género Striataella no ha tenido mucha difusión entre los especialistas. La mayoría de los autores han considerado Striataella un sinónimo subjetivo posterior de Heterohelix s.l. Otros aceptan el género como distinto y válido. Se diferenció de Heterohelix s.l. por la presencia de aberturas accesorias (al menos de solapas relictas) y, su especie tipo, por una pared costulada en vez de estriada. Clasificaciones posteriores hubiesen incluido Striataella en el Orden Heterohelicida.

## Paleoecología
Striataella incluía especies con un modo de vida planctónico, de distribución latitudinal cosmopolita, preferentemente subtropical a templada, y habitantes pelágicos de aguas superficiales e intermedias (medio epipelágico a mesopelágico superior).

## Clasificación
Striataella incluía a la siguiente especie:
- Striataella striata †, aceptado como Heterohelix striata